# Грабов-Белов
Грабов-Белов (нем. Grabow-Below) — община в Германии, в земле Мекленбург-Передняя Померания.
Входит в состав района Мюриц. Подчиняется управлению Рёбель-Мюриц. Население составляет 118 человек (на 31 декабря 2010 года). Занимает площадь 13,56 км².